# 普韦布洛陶器

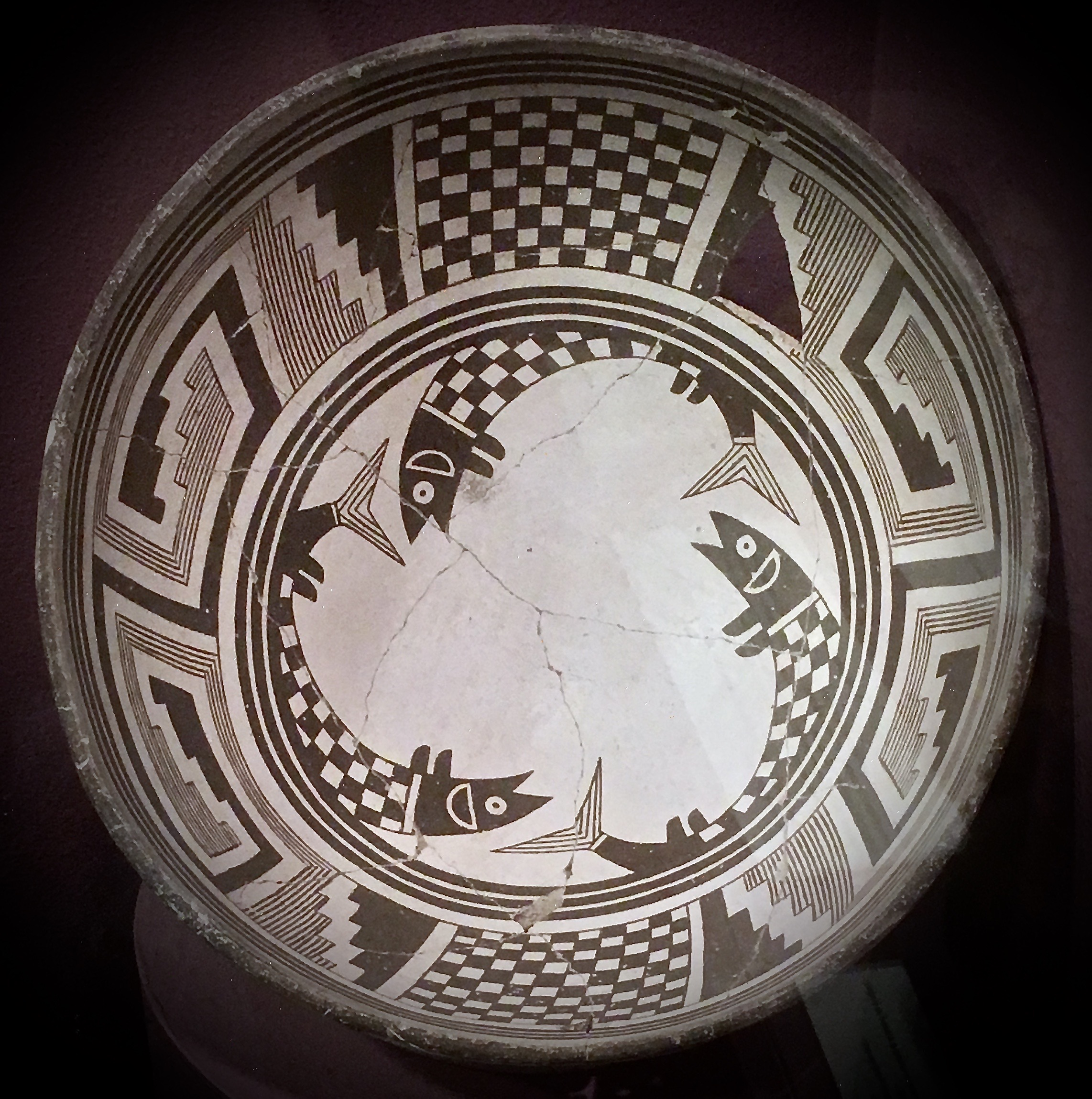
约公元1000-1150年，收藏于米利森特罗杰斯博物馆

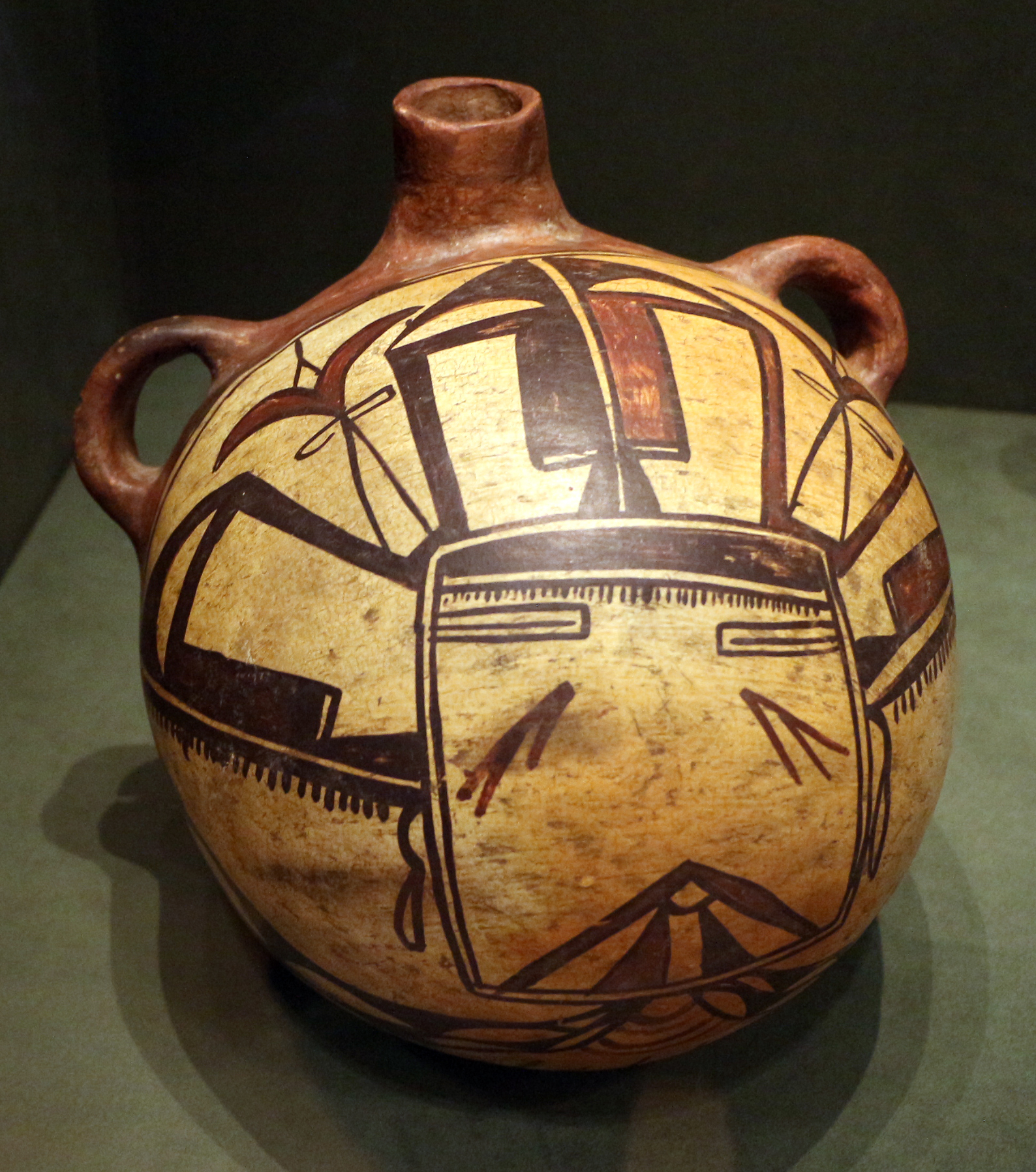
霍皮人的水壶，收藏于克利夫蘭藝術博物館

普韦布洛陶器是由当地的普韦布洛人及其祖先、美国西南部和墨西哥北部的祖传普韦布洛人和莫卧隆文化制作的陶瓷制品，已有近两千年的历史。大多数西南部的土著民族发展了陶器的传统，然而普韦布洛人在形状、大小和装饰方面更出色。圣塔克拉拉普韦布洛和圣伊尔德方索普韦布洛的现当代特瓦人喜欢用黑件工作，而阿科马普韦布洛说克里桑语的人和祖尼普韦布洛说马语的人工作时使用各种各样的颜色和设计主题。